# Pères et Fils (roman)
Pour les articles homonymes, voir Pères et Fils.
Pères et Fils (en russe Отцы и дети, littéralement « Pères et Enfants ») est un roman publié en 1862 par Ivan Tourgueniev qui met notamment en scène des nihilistes russes.
L'œuvre traite largement de l'émergence d'une mentalité révolutionnaire dans la Russie de la seconde moitié du XIXe et d'une apparition croissante de la contestation face au régime en place et à la mentalité conservatrice de la société de l'époque. Le titre évoque ainsi le nouveau rapport de la jeune génération à celle de ses pères, la première étant animée d'idéaux subversifs et relatifs au progrès socio-politique.
Le roman est publié pour la première fois dans Le Messager russe en 1862. Tourgueniev y popularise le terme de nihilisme. Ce roman suscita des polémiques passionnées dans la Russie d'Alexandre II. L'œuvre connut six éditions du vivant de l'auteur : 1862, 1865, 1869, 1874, 1880 et 1883. La première traduction française fut publiée en 1863 et reçut l'aval de l'auteur.

## Personnages
- Eugène Vassilievitch Bazarov : étudiant en médecine nihiliste. Ami d'Arcade, il est opposé aux idées libérales des frères Kirsanov et au mode de vie traditionnel de ses parents. Il tombe amoureux d'Anna Odintsova.
- Nicolas Pétrovitch Kirsanov : petit aristocrate terrien veuf aux idées libérales-démocrates et père du jeune Arcade. Il est gêné de déclarer son amour à Fénetchka qui, contrairement à lui, est issue du peuple. Finalement, convaincu par les idéaux de la jeunesse, il finit par l'épouser.
- Paul Pétrovitch Kirsanov : frère du précédent, libéral fier de lui. Il est neutre à l'égard du nihilisme, mais ne peut dissimuler son animosité à l'adresse du jeune Bazarov.
- Arcade Nikolaïevitch Kirsanov : jeune homme étudiant à Saint-Pétersbourg et admiratif d'Eugène Bazarov, dont il épouse les idées, sans y avoir réfléchi par lui-même.
- Vassili Ivanovitch Bazarov : père d'Eugène, ancien chirurgien militaire, et propriétaire d'un modeste domaine avec quelques paysans. Il comprend que l'éloignement de la campagne, l'isole aussi des idées modernes, mais il reste attaché avec loyauté à la société traditionnelle chrétienne et à l'amour de son fils.
- Arina Vlassievna Bazarova : mère d'Eugène, extrêmement pieuse. Elle aime profondément son fils, mais s'inquiète de ses idées subversives.
- Anna Serguéïevna Odintsova : jeune veuve fortunée, qui aime inviter dans sa belle propriété de jeunes nihilistes. Elle sympathise au début avec Eugène, mais ne répond pas à ses sentiments.
- Ekaterina Sergueïevna Lokteva : jeune fille calme et douce, qui aime la musique. Elle est la sœur cadette d'Anna et vit dans son ombre. Petit à petit, Arcade tombe amoureux d'elle.
- Fénetchka : mère hors mariage d'un enfant de Nicolas Kirsanov. Ils se marient à la fin du livre.

## Résumé
Le récit se déroule autour d'un conflit idéologique entre générations. Le roman débute le 20 mai 1859, lorsque Nicolas Pétrovitch Kirsanov accueille son fils Arcade de retour de l'université. Il est accompagné du personnage central du roman, Eugène Vassilievitch Bazarov, acquis aux idées matérialistes et anti-traditionalistes.
Nicolas Pétrovitch demeure avec son frère Paul, personnage plutôt orgueilleux et moins libéral que son frère. Nicolas tente de s'ouvrir aux idées modernes et vit tranquillement dans son domaine. Veuf, il a pour maîtresse Fénetchka, l'une de ses paysannes, du bébé de qui il est le père.
Après une discussion houleuse avec l'oncle Paul, les deux jeunes gens préfèrent partir en ville chez les parents de Bazarov, qui incarnent les valeurs traditionnelles de la Russie. Ils rencontrent Anna Sergueïevna, jeune veuve fortunée de 29 ans, qui les invite à lui rendre visite dans son domaine où vit aussi sa jeune sœur Katia, plutôt effacée. Eugène tombe amoureux d'Anna et, malgré ses principes révolutionnaires, lui déclare sa flamme, ce qui déconcerte la jeune femme. Arcade, quant à lui se sent attiré par Katia. Les deux étudiants repartent alors chez les parents de Bazarov.
Arcade et Eugène retournent ensuite chez Nicolas Pétrovitch, où ils se livrent à de nouvelles discussions et Eugène à de nouvelles expérimentations scientifiques. C'est alors qu'une dispute l'oppose à l'oncle Paul ; ce qui débouche sur un duel entre les deux hommes. Paul est touché à la jambe. Arcade va déclarer son amour à Katia. La fin du roman est assombrie par la maladie et la mort d'Eugène, frappé par le typhus, tandis qu'Anna pleure à son chevet. Les autres personnages vont ensuite vers leur destin : Arcade se marie avec Katia, Paul part en voyage pour Moscou, Dresde et en Allemagne, Anna Sergueïevna se marie à Moscou. Le roman se termine par l'hommage des parents de Bazarov sur sa tombe.

## Le nihilisme
Le nihilisme que décrit Tourgueniev est assez éloigné du jusqu'au-boutisme révolutionnaire qui animera les conspirateurs de la décennie suivante. Le nihilisme dont se pare Bazarov est une sorte de matérialisme militant qui se rapproche plutôt d'un positivisme et d'un scientisme sans réserve : « Un honnête chimiste est vingt fois plus utile que n’importe quel poète, l’interrompit Bazarov ». Il ne refuse pas seulement les « principes » de la génération précédente, mais également tout ce qui sort du strict cadre de la rationalité scientifique : « Il ne croit pas aux principes, mais il croit aux grenouilles ».
La critique de Bazarov vise d'abord les hommes de la génération précédente : le père et l'oncle d'Arcade, coupables d'excès de sensiblerie aux yeux du jeune homme.

« - Hé ! Qui parle de le [i.e. Paul Pétrovitch] mépriser ? rétorqua Bazarov. N’empêche : je dis, moi, qu’un homme qui a tout misé sur l’amour d’une femme et qui, lorsque cette carte lui est enlevée, se retrouve assommé, effondré, et se laisse aller au point de n’être plus bon à rien, je dis que cet homme n’est pas un homme, n’est plus un mâle. Tu prétends qu’il est malheureux : possible, tu le sais mieux que moi ; mais il lui reste encore une bonne dose d’insanité. Je suis persuadé qu’il se prend sérieusement pour un homme efficace, parce qu’il lit cette feuille de chou de Galignani et sauve du fouet un paysan une fois par mois.
- Mais enfin, souviens-toi de son éducation, de l’époque à laquelle il a vécu, dit Arcade.
- L’éducation ? répéta Bazarov. Chacun doit faire sa propre éducation, comme moi, tiens, par exemple…
Quant à l’époque, pourquoi serait-ce moi qui dépendrait de l’époque ? Qu’elle dépende de moi, elle, au contraire. Non, mon vieux, tout ça c’est du laisser-aller, c’est du vide ! Et ces histoires de relations mystérieuses entre un homme et une femme ? Nous autres, physiologistes nous savons bien ce qu’il en est. Étudie-moi un peu l’anatomie de l’œil, et dis-moi où il perche, ce fameux regard « énigmatique » ? Tout ça, c’est du romantisme, du vent, du pourri, de l’ « art ».
Allons plutôt regarder mon scarabée. »

— Ivan Tourgueniev, Pères et Fils, chapitre 7.
Le rejet de Bazarov est total et choque même son ami Arcade. D'emblée, Bazarov adopte une posture plutôt anti-romantique et étroitement rationaliste que socialiste stricto sensu.

« - Je commence à penser comme mon oncle ; décidément, tu as une mauvaise opinion des Russes, dit Arcade.
- La belle affaire ! Le Russe n’a justement que de ça de bon, c’est qu’il a une atroce opinion de lui-même. L’important est que deux et deux font quatre, et tout le reste n’est que du vent.
- La nature aussi ? dit Arcade en regardant d’un air songeur l’immensité des champs de couleurs différentes que le soleil déjà bas, éclairait d’une lumière somptueuse et délicate.
- La nature aussi c’est du vent, au sens où tu entends ce mot. La nature n’est pas un temple, mais un atelier fait pour que l’homme y travaille. »

— Ivan Tourgueniev, Pères et Fils, chapitre 9.
Plus loin, c'est la littérature - autre que scientifique - qu'il condamne en bloc. Même Pouchkine ne trouve pas grâce à ses yeux.

« Ton père est un bon garçon, dit Bazarov, mais c’est un homme dépassé, il a fait son temps. »
Nicolas Pétrovitch tendit l’oreille… Arcade ne répondit rien.
L’« homme dépassé » attendit encore une minute ou deux sans bouger, puis dirigea lentement ses pas vers la maison.
« Avant-hier, je le regardais lire Pouchkine, continuait cependant Bazarov. Explique-lui une bonne fois, s’il te plaît, que cela ne rime à rien. Il n’est plus un gamin, tout de même : qu’attend-il pour laisser tomber ce fatras ? Et puis drôle d’idée, vraiment, que d’être un romantique à notre époque. Fais-lui lire quelque chose d’utile. »

— Ivan Tourgueniev, Pères et fils, chapitre 10.
Le personnage de Bazarov a inspiré Fiodor Dostoïevski dans son roman Les Démons pour la peinture de la jeunesse nihiliste, notamment à travers le personnage de Stavroguine.

## La polémique
L'ouvrage fait écho au débat passionné autour de la question de l'avenir de la Russie, qui a animé le monde intellectuel russe au cours du XIXe siècle. Tourgueniev s'était toujours montré préoccupé du « retard » de la Russie et partisan de réformes libérales.  Après les idéalistes et les libéraux des années 1840, étaient venus les esprits plus radicaux des années 60. Le chapitre X met en scène l'opposition entre Bazarov le nihiliste, avide de "faire le vide" pour laisser place à des solutions radicales, d'ailleurs mal définies, et Kirsanov, l'homme des années 1840. "Le thème du livre était cette fois d'une dramatique actualité. Il s'agissait d'évoquer l'attitude crispée de deux générations que séparait un fossé de malentendus...Le matérialisme scientifique prenait déjà le pas, chez les étudiants sur le libéralisme rêveur."
La publication de Pères et Fils suscita une intense polémique décrite par Boris Zaïtsev, biographe de Tourgueniev : "Le calme Tourgueniev se retrouva au milieu de la mêlée... Il avait présenté une vue exacte, véridique et intelligente de Bazarov. Mais son cœur ne pouvait être du côté du premier bolchévique de notre littérature... La jeunesse se sentit offensée. Des étudiants organisèrent des manifestations, publièrent des résolutions, accusaient l'auteur, on publia des lettres d'injures… l'auteur en souffrit, essaya de s'expliquer, mais ne pouvait rien changer." 

## Éditions françaises
: document utilisé comme source pour la rédaction de cet article.
- Pères et Enfants, traduit par Prosper Mérimée, Paris, Gustave Charpentier, 1863 (sur Wikisource)
- Pères et Fils, traduit par Marc Semenoff, Paris, Club bibliophile de France, 1953
- Pères et Fils, traduit par Françoise Flamant, dans Romans et nouvelles complets, tome II, Paris, Éditions Gallimard, « Bibliothèque de la Pléiade » no 297, 1982,  (ISBN 2070110990)

## Adaptation cinématographique
- 1959 : Pères et Fils, film soviétique de Adolf Bergunker et Natalia Rachevskaïa